# Cerastium cephalanthum
Cerastium cephalanthum är en nejlikväxtart som beskrevs av Sidney Fay Blake. Cerastium cephalanthum ingår i släktet arvar, och familjen nejlikväxter. Inga underarter finns listade i Catalogue of Life.